# Oskar Schmidt (Eishockeyspieler)
Oskar Schmidt (* 27. Mai 1908 in St. Moritz; † 26. Dezember 1974 ebenda) war ein Schweizer Eishockeyspieler.

## Karriere
Oskar Schmidt nahm für die Schweizer Eishockeynationalmannschaft an den Olympischen Winterspielen 1936 in Garmisch-Partenkirchen teil. Auf Vereinsebene spielte er für den EHC St. Moritz. Ausserdem stand er bei den Weltmeisterschaften 1934 und 1935 für die Eidgenossen im Einsatz.